# That Sea, The Gambler
That Sea, The Gambler è il terzo album in studio del cantautore sudafricano-statunitense Gregory Alan Isakov, pubblicato nel 2007.

## Tracce
Testi e musiche di Gregory Alan Isakov.
1. All There Is – 2:22
2. The Stable Song – 6:00
3. Black & Blue – 3:48
4. San Francisco – 5:40
5. Salt and the Sea – 3:28
6. John Brown's Body – 5:22
7. 3 A.M. – 4:46
8. That Sea, the Gambler – 4:53
9. Raising Cain – 4:38
10. Unwritable Girl – 2:54
11. The Moon Was Red and Dangerous – 4:09